# Petrovice nad Orlicí (železniční zastávka)
Petrovice nad Orlicí jsou železniční zastávka a zároveň hláska, která se nachází u vesnice Petrovice, v okrese Rychnov nad Kněžnou v Královéhradeckém kraji. Zastávka leží na jednokolejné elektrizované celostátní dráze Velký Osek – Choceň.

## Popis
Na železniční zastávce je umístěna i hláska, která je obsazena hláskařem obsluhujícím oddílová návěstidla.

## Přeprava
Na zastávce zastavují pravidelné vlaky osobní přepravy kategorie osobní vlak (Os). Tyto vlaky provozuje dopravce České dráhy. Vlaky vyšší kategorie (např. spěšné vlaky) ve stanici nezastavují, pouze projíždějí.
V budově u zastávky se nachází čekárna pro cestující. Ve stanici není k dispozici osobní pokladna ani automat na jízdenky. Cestující jsou odbaveni průvodčím ve vlaku.

## Přístupnost
Přístup do budovy stanice (včetně přístřešku před povětrnostními vlivy) je bezbariérový.
Bezbariérový přístup není na žádné nástupiště (dle ČSN 73 4959).